# NGC 6861A
NGC 6861A (NGC 6851A) je spiralna galaktika u zviježđu Teleskopu. Naknadno je utvrđeno da je NGC 6851A ista galaktika.

## Vanjske poveznice
- (engl.) SEDS: NGC 6861
- (engl.) Hartmut Frommert: Revidirani Novi opći katalog
- (engl.) Izvangalaktička baza podataka NASA-e i IPAC-a
- (engl.) Astronomska baza podataka SIMBAD
- (engl.) VizieR
- (engl.) Auke Slotegraaf: NGC 6861 Deep Sky Observer's Companion
- (engl.) NGC 6861  Arhivirana inačica izvorne stranice od 22. prosinca 2019. (Wayback Machine) DSO-tražilica
- (engl.) Courtney Seligman: Objekti Novog općeg kataloga: NGC 6850 - 6899